# 安巴卡
8°11′S 15°22′E / 8.183°S 15.367°E
安巴卡（葡萄牙語：Ambaca），是安哥拉的城鎮，位於該國西北部，由北廣薩省負責管轄，西鄰博洛恩戈恩戈，面積3,080平方公里，2006年人口123,244，人口密度每平方公里40人。